# جيمس بيكرينغ
جيمس بيكرينغ (بالإنجليزية: James Pickering)‏ هو لاعب دوري الرغبي نيوزيلندي، ولد في 11 ديسمبر 1966 في فيجي.